# До осені далеко
«До осені далеко» (латис. «Līdz rudenim vēl tālu») — радянський художній фільм режисера Алоїза Бренча, знятий за романом Зигмунда Скуїньша «Онуки Колумба» в 1964 році. Інша назва — «Розповідь про одне кохання». Прем'єра фільму відбулася в серпні 1965 року в Ризі і 14 лютого 1966 року в Москві.

## Сюжет
Молодій і красивій дівчині належить вибирати з двох претендентів на її серце. Юдіте має спокусливу можливість сховатися в світі влаштованого побуту, який дасть союз з молодим кандидатом наук Шумським. Тим не менш, вона йде від Роланда і вибирає новизну невідомості в особі свого колишнього шкільного друга, романтичного художника Ліпста.

## У ролях
- Ренате Стурмане —  Юдіте  (дублює Марія Виноградова)
- Вієстур Рендінієкс —  Ліпст  (дублює Володимир Прокоф'єв)
- Харій Лієпіньш —  Роланд Шумський  (дублює Олександр Фріденталь)
- Б. Повілайтіс —  Угіс  (дублює Володимир Ферапонтов)
- Улдіс Пуцитіс —  Робіс  (дублює Родіон Гордієнко)
- Інтс Буранс —  Казіс  (дублює Володимир Цибін)
- Лоліта Плоциня —  Ія  (дублює Є. Шелапенок)
- Лігіта Девіца —  Вія  (дублює Зоя Толбузіна)
- Віліс Вернерс —  Крускопс  (дублює Всеволод Санаєв)
- Леонс Кріванс —  Спріціс  (дублює Володимир Ферапонтов)
- Еріка Ферда —  мати Ліпста  (немає в титрах)
- Альфред Віденієкс —  батько Шумського  (немає в титрах)
- Олга Леяскалне —  мати Шумського  (немає в титрах)

## Знімальна група
- Автори сценарію — Еміль Брагінський, Освальд Кубланов, Зигмунд Скуїньш
- Режисер-постановник — Алоїз Бренч
- Режисер-крнсультант — Юлій Карасик
- Оператор-постановник — Яніс Брієдіс
- Композитор — Раймонд Паулс
- Художник-постановник — Улдіс Паузерс
- Звукооператори — В. Блумберг, А. Вулф
- Режисер — Роланд Калниньш
- Оператор — І. Гофманіс
- Художник-гример — З. Кузнецова
- Редактор — Яніс Лусіс
- Асистент режисера — Варіс Брасла
- Директор — Георг Блументаль